# Nyctemera usambarae
Nyctemera usambarae är en fjärilsart som beskrevs av Charles Oberthür 1893. Nyctemera usambarae ingår i släktet Nyctemera och familjen björnspinnare. Inga underarter finns listade i Catalogue of Life.